# Eine Woche Wilder Westen
Eine Woche Wilder Westen ist der Titel eines Comic-Bandes aus der Lucky-Luke-Reihe, der von Morris gezeichnet und von René Goscinny getextet wurde. Der französische Originaltitel lautet 7 histoires de Lucky Luke (zu deutsch: Sieben Geschichten von Lucky Luke) und lässt vermuten, dass für jeden Wochentag eine Geschichte gedacht ist. Allerdings erfolgte diese Zusammenstellung als Band erst im Nachhinein, da die sieben Kurzgeschichten zuerst im Magazin „Lucky Luke“, unabhängig voneinander in einem Zeitraum von sieben Monaten, erschienen. Der Verlag Dargaud veröffentlichte die Kollektion 1974 als Album Nr. 42.
In deutscher Sprache erschien er 1976 als Band 11 im Koralle-Verlag und 1993 wurde er als Band 66 vom Ehapa-Verlag mit anderem Cover neu verlegt.
Für die Zeichentrickserie Lucky Luke wurde die fünfte Kurzgeschichte des Bandes unter dem Titel Der Hausierer verfilmt.

## Inhalt
| Nr. | französischer Titel            | deutscher Titel                   | Handlung |
| --- | ------------------------------ | --------------------------------- | --- |
| 1   | Un desperado à la dent de lait | Der Desperado mit dem Milchzahn   | Ein Farmer bittet Lucky Luke, seinen kleinen Sohn Johnny zum Zahnarzt zu bringen. Der Junge erweist sich jedoch als äußerst störrisch und beschwört fast einen Krieg mit den benachbarten Indianern herauf.                      |
| 2   | L’hospitalité de l’Ouest       | Gastfreundschaft im Wilden Westen | Lucky Luke sucht eine Unterkunft für die Nacht und wird im Zuge dessen zu einer Feier zweier Familien eingeladen. Auf dieser kommt es zum Streit zwischen den beiden Töchtern der Familie um den Titel der „Königin des Abends“. |
| 3   | Maverick                       | Maverick                          | Ein streunender Maverick, ein Rind ohne Brandzeichen, sorgt für Streit zwischen zwei Farmern, die beide Anspruch auf das Tier erheben.                                                                                           |
| 4   | L’égal de Wyatt Earp           | Ein Mann wie Wyatt Earp           | Lucky Luke wird auf einen jungen Mann aufmerksam, der sich mehr schlecht als recht im Schießen übt, um später ein Westernheld und Sheriff seiner Heimatstadt zu werden.                                                          |
| 5   | Le colporteur                  | Der fliegende Händler             | Lucky Luke bewahrt einem Planwagenfahrer vor einem Überfall durch Gangster und hilft ihm, mit den Indianern einen Handel abzuschließen.                                                                                          |
| 6   | Passage dangereux              | Gefährliche Überfahrt             | Lucky Luke hilft einem Farmerehepaar, ihren gesamten Hausstand über einen reißenden Fluss zu schaffen. |
| 7   | Sonate en colt majeur          | Sonate in Colt-Dur                | Ein junger Barpianist möchte auf die große Bühne und Lucky Luke begleitet ihn zu einem Konzert in die nächstgrößere Stadt. |